# George van Altena
George van Altena (23 april 1988) is een Nederlands voetballer.
Van Altena kwalificeerde zich in juli 2011 met het CP-team tijdens het WK CP-voetbal in Hoogeveen voor de Paralympische Zomerspelen 2012 in Londen.
In het dagelijks leven leert hij voor chauffeur.